# 西俄罗斯志愿军
西俄罗斯志愿军，或称本莫特军，是1918-1919年俄国内战中在前俄罗斯帝国的波罗的海诸省的一支军队。该部队由德国建立，目的在于维持对俄罗斯西部（主要是被割让给德国的波罗的海沿岸省份）的控制和对这些地区施加影响。

## 背景
1917年，俄罗斯相继爆发二月革命和十月革命，为了尽快从一战中脱身去解决白军的威胁，列宁决定与德国和谈，并最终接受了苛刻的《布列斯特和约》，割让了俄罗斯西部大片土地。德国此时仍在与协约国在西线交战，为了维持对占领区的控制从而抽调东线军队，德国在新获得的俄罗斯和波兰土地上成立了多个亲德军事组织，西俄罗斯志愿军就是其一。这支军团主要由波罗的海德意志人组成，但也吸收了少量当地的立陶宛、拉脱维亚和爱沙尼亚人以及反对布尔什维克的俄军战俘。由于苏俄有意在德国战败投降后收复之前被割让的土地，这支军团也卷入了俄国内战，并站在白军一方。

## 过程
不像俄国内战中其他亲协约国的部队，西俄罗斯志愿军团由德国支持并建立。根据康边停战协定第12条，在波罗的海地区的德军应在协约国认为情况适合之时撤出。撤出的命令在1919年6月凡尔赛和约签署后给出。然而，只有一小部分在波罗的海地区的自由军团部队退出了，剩余的部队在鲁迪格·冯·德·戈尔茨将军的领导下停留下来。为免德国被指责并激怒协约国方，戈尔茨让自己的部队合并到由哥萨克将军帕維爾·拉法羅維奇·阿瓦羅夫领导的“特别俄国军团”。这两位将领招募了约五万人的部队，大部分是自由军团士兵和以及当地德裔。也有一部分是一战中德军俘虏，在承诺会在内战中对抗布尔什维克后被释放的俄军战俘。该支军队声称加入高尔察克的白军，但他们真正的目的是维持德国在波罗的海地区的影响力。
1919年10月，西俄志愿军攻击了新独立的立陶宛和拉脱维亚，并短暂占领了里加的道加瓦河西岸，卡尔利斯·乌尔马尼斯政权则向立陶宛和爱沙尼亚请求军事援助。爱沙尼亚军队派遣了两列装甲列车支援拉脱维亚（根据部分分析，用以作为拉脱维亚从爱沙尼亚的鲁赫努岛与周边水域撤出的条件），而立陶宛当时正在与布尔什维克战斗，只能提出外交抗议。另外，拉脱维亚也得到了里加港的英国皇家海军战舰的火力支援。
11月，拉脱维亚军队成功将西俄志愿军驱入立陶宛境内。最终，西俄志愿军在近主要铁路中心拉德维利什基斯处被立陶宛军队大败。协约国的后来介入使得西俄志愿军的残部从波罗的海地区撤回德国。

## 后续
在撤回德国后，这支军团失去了存在意义，因而很快被解散。由于这支军团代表着德国民族主义（波罗的海德意志人的国家认同和故土收复主义），军团内聚集很多德国民族主义者，因此军团解散后很多人加入了自由军团及其衍生组织，后来也有不少成员加入纳粹党。